# Cascade Brewery
Cascade Brewery – najstarszy zakład browarowy w Australii założony w 1824 przez Peter Degraves. Siedziba mieści się w dzielnicy South Hobart w mieście Hobart. Obecnie jest własnością grupy Foster’s Group. Roczna produkcja wynosi 36 milionów litrów. Oprócz piwa produkowany jest również cydr oraz napoje bezalkoholowe (sok jabłkowy, syrop z czarnej porzeczki i napoje gazowane).

## Piwa
- Cascade Premium Lager (zawartość alkoholu 5.0%)
- Cascade Premium Light (2.7%)
- Cascade Pale Ale (5.0%)
- Cascade Stout (5.8%)
- Cascade Blonde (4.8%)
- Cascade Amber (4.8%)
- Cascade Draught (4.7%)
- Cascade Lager (4.8%)
- Cascade Bitter (4.8%)
- Cascade Export Stout (5.8%)